# Кавалерское
Кавале́рское — село в Усть-Большерецком районе Камчатского края России, административный центр Кавалерского сельского поселения.

## География
Село расположено на правом берегу реки Большая, на расстоянии 23 км от Усть-Большерецка, административного центра района.

## История
Село возникло в 1930 году жителями прекратившего существование села Большерецк. До 1990 года носило наименование Большерецкий совхоз.

## Население
| 2002 | 2010 | 2012 | 2013 | 2015 | 2016 | 2018 |
| ---- | ---- | ---- | ---- | ---- | ---- | ---- |
| 962  | ↘798 | ↘788 | ↘783 | ↘773 | ↘743 | →743 |
| 2020 |      |      |      |      |      |      |
| ↘717 |      |      |      |      |      |      |

## Улицы
| - ул. Блюхера, - ул. Комсомольская, - ул. Левая Набережная, - ул. Набережная, | - ул. Первомайская, - ул. Правая Набережная, - ул. Рябикова, - ул. Советская, | - ул. Строительная, - ул. Центральная, - ул. Школьная. |